# Inhibidor de puntos de control
La terapia con inhibidores de puntos de control es una forma de inmunoterapia contra el cáncer. La terapia se dirige a los puntos de control inmunitarios, reguladores clave del sistema inmunitario que, cuando se estimulan, pueden amortiguar la respuesta inmunitaria a un estímulo inmunológico. Algunos cánceres pueden protegerse de los ataques estimulando los puntos de control inmunitarios. La terapia de puntos de control puede bloquear los puntos de control inhibidores, restaurando la función del sistema inmunitario. El primer fármaco contra el cáncer dirigido a un punto de control inmunitario fue el ipilimumab, un bloqueante de CTLA4 aprobado en Estados Unidos en 2011.
Los inhibidores de puntos de control actualmente aprobados se dirigen a las moléculas CTLA4, PD-1 y PD-L1. PD-1 es la proteína transmembrana de muerte celular programada 1 (también llamada PDCD1 y CD279), que interactúa con PD-L1 ( ligando 1 de PD-1 o CD274). PD-L1 en la superficie celular se une a PD-1 en la superficie de una célula inmunitaria, lo que inhibe la actividad de la célula inmunitaria. Entre las funciones de PD-L1 se encuentra un papel regulador clave en las actividades de las células T. Parece que la regulación al alza (mediada por el cáncer) de PD-L1 en la superficie celular puede inhibir las células T que, de otro modo, podrían atacar. Los anticuerpos que se unen a PD-1 o PD-L1 y, por tanto, bloquean la interacción pueden permitir que las células T ataquen el tumor.
Los descubrimientos en la ciencia básica que permiten las terapias con inhibidores de puntos de control llevaron a James P. Allison y Tasuku Honjo a ganar el Premio Tang en Ciencias Biofarmacéuticas y el Premio Nobel en Fisiología o Medicina en 2018.

## Tipos
| Nombre        | Nombre de la marca | Derechos de comercialización                                               | Objetivo | Aprobado | Indicaciones (abril 2021) |
| ------------- | ------------------ | -------------------------------------------------------------------------- | -------- | -------- | --- |
| ipilimumab    | Yervoy             | Bristol-Myers Squibb                                                       | CTLA-4   | 2011     | melanoma metastásico, carcinoma de células renales, cáncer colorrectal, carcinoma hepatocelular, cáncer de pulmón de células no pequeñas, mesotelioma pleural maligno |
| nivolumab     | Opdivo             | Bristol-Myers Squibb (América del Norte) + Ono Farmacéutica (otros países) | PD-1     | 2014     | melanoma metastásico, cáncer de pulmón de células no pequeñas, carcinoma de células renales, linfoma de Hodgkin, cáncer de cabeza y cuello, carcinoma urotelial, cáncer colorrectal, carcinoma hepatocelular, cáncer de pulmón de células pequeñas, carcinoma de esófago, mesotelioma pleural maligno                                                                                |
| pembrolizumab | Keytruda           | Merck Sharp & Döhme                                                        | PD-1     | 2014     | melanoma metastásico, cáncer de pulmón de células no pequeñas, cáncer de cabeza y cuello, linfoma de Hodgkin, carcinoma urotelial, cáncer gástrico, cáncer de cuello uterino, carcinoma hepatocelular, carcinoma de células de Merkel, carcinoma de células renales, cáncer de pulmón de células pequeñas, carcinoma de esófago, cáncer de endometrio, escamoso carcinoma de células |
| atezolizumab  | Tecentriq          | Genentech/Roche                                                            | PD-L1    | 2016     | cáncer de vejiga, cáncer de pulmón de células no pequeñas, cáncer de mama, cáncer de pulmón de células pequeñas, carcinoma hepatocelular, melanoma metastásico |
| avelumab      | Bavencio           | Merck KGaA y Pfizer                                                        | PD-L1    | 2017     | carcinoma de células de Merkel, carcinoma urotelial, carcinoma de células renales |
| durvalumab    | Imfinzi            | Medimmune/AstraZeneca                                                      | PD-L1    | 2017     | cáncer de pulmón de células no pequeñas, cáncer de pulmón de células pequeñas |
| cemiplimab    | Libtáyo            | Regeneron                                                                  | PD-1     | 2018     | carcinoma de células escamosas, carcinoma de células basales, cáncer de pulmón de células no pequeñas |

### Inhibidores del punto de control de la superficie celular

#### Inhibidores de CTLA-4
El primer anticuerpo de punto de control aprobado por la FDA fue ipilimumab, aprobado en 2011 para el tratamiento del melanoma. Bloquea la molécula del punto de control inmunitario CTLA-4. Los ensayos clínicos también han mostrado algunos beneficios de la terapia anti-CTLA-4 en el cáncer de pulmón o de páncreas, concretamente en combinación con otros fármacos.
Sin embargo, los pacientes tratados con bloqueo de los puntos de control (en concreto, anticuerpos bloqueantes de CTLA-4), o con una combinación de anticuerpos bloqueantes de los puntos de control, corren un alto riesgo de sufrir acontecimientos adversos relacionados con el sistema inmunitario, como reacciones autoinmunitarias dermatológicas, gastrointestinales, endocrinas o hepáticas. Éstas se deben muy probablemente a la amplitud de la activación de células T inducida cuando se administran anticuerpos anti-CTLA-4 por inyección en el torrente sanguíneo.
Utilizando un modelo de ratón de cáncer de vejiga, los investigadores han descubierto que una inyección local de una dosis baja de anti-CTLA-4 en la zona tumoral tenía la misma capacidad inhibidora del tumor que cuando el anticuerpo se administraba en la sangre. Al mismo tiempo, los niveles de anticuerpos circulantes eran más bajos, lo que sugiere que la administración local de la terapia anti-CTLA-4 podría dar lugar a menos efectos adversos.

#### Inhibidores de PD-1
Los resultados de los ensayos clínicos iniciales con el anticuerpo IgG4 PD-1 nivolumab (bajo la marca Opdivo y desarrollado por Bristol-Myers Squibb ) se publicaron en 2010 Fue aprobado en 2014. Nivolumab está aprobado para tratar el melanoma, el cáncer de pulmón, el cáncer de riñón, el cáncer de vejiga, el cáncer de cabeza y cuello y el linfoma de Hodgkin.
- Pembrolizumab (nombre de marca Keytruda) es otro inhibidor de PD-1 que fue aprobado por la FDA en 2014 y fue el segundo inhibidor de punto de control aprobado en los Estados Unidos.[14] Keytruda está aprobado para tratar el melanoma y el cáncer de pulmón y es producido por Merck .[13]
- Spartalizumab (PDR001) es un inhibidor de PD-1 desarrollado por Novartis para tratar tumores sólidos y linfomas.[15][16][17]

#### Inhibidores de PD-L1
En mayo de 2016, se aprobó el inhibidor de PD-L1 atezolizumab para el tratamiento del cáncer de vejiga.

### Inhibidores de puntos de control intracelulares
Otros modos de potenciar la inmunoterapia [adoptiva] incluyen dirigirse a los bloqueos de puntos de control intrínsecos. Muchos de estos reguladores intrínsecos incluyen moléculas con actividad ubiquitina ligasa, como CBLB y CISH.

#### CISH
Más recientemente, se descubrió que CISH (cytokine-inducible SH2-containing protein), otra molécula con actividad ubiquitina ligasa, es inducida por la ligadura del receptor de células T (TCR) y lo regula negativamente dirigiéndose al intermediario crítico de señalización PLC-gamma-1 para su degradación. Se ha demostrado que la supresión de CISH en células T efectoras aumenta drásticamente la señalización del TCR y la subsiguiente liberación de citocinas efectoras, proliferación y supervivencia. La transferencia adoptiva de células T efectoras tumor-específicas eliminadas o suprimidas para  la CISH produjo un aumento significativo de la avidez funcional y de la inmunidad tumoral a largo plazo. Sorprendentemente, no se produjeron cambios en la actividad de la supuesta diana de Cish, STAT5. La eliminación de la CISH en células T aumentó la expresión de PD-1 y la transferencia adoptiva de células T knock out de CISH se combinó sinérgicamente con el bloqueo del anticuerpo PD-1, lo que produjo una regresión tumoral duradera y supervivencia en un modelo animal preclínico. Por lo tanto, Cish representa una nueva clase de puntos de control inmunológicos intrínsecos de las células T con el potencial de mejorar radicalmente las inmunoterapias adoptivas contra el cáncer.

## Efectos adversos
Los inhibidores de los puntos de control pueden provocar efectos inmunológicos adversos. La alteración de la inhibición de los puntos de control puede tener diversos efectos en la mayoría de los sistemas orgánicos del cuerpo. Es frecuente que se produzca colitis (inflamación del colon), también puede aparecer tiroiditis e hipofisitis, se desconoce el mecanismo exacto que lo ocasiona. La infusión de inhibidores de puntos de control también se ha asociado con miastenia grave seronegativa aguda. Se observó una menor incidencia de hipotiroidismo en un ensayo de depleción combinada de células B y tratamiento con inhibidores de puntos de control inmunitarios en comparación con estudios de monoterapia con inhibidores de puntos de control inmunitarios. Esto es prometedor para combinar el tratamiento con inhibidores de puntos de control con fármacos inmunosupresores para lograr efectos anticancerígenos con menos toxicidad.
Los estudios están empezando a demostrar que los factores intrínsecos, como las especies del género Bacteroides que habitan en el microbioma intestinal, modifican prospectivamente el riesgo de desarrollar acontecimientos adversos relacionados con el sistema inmunitario. Otra prueba de ello son los pacientes en los que se revirtió la toxicidad inmunitaria tras un trasplante de microbioma fecal de donantes sanos.